# Seleucopolis
Seleucia ad Belum of Seleucopolis in het huidige Syrië was een Oud-Griekse stad en later Romeinse stad op de rivier Orontes. De stad lag tussen Apamea stroomopwaarts en Antiochië stroomafwaarts. Historici situeren het dichter bij Apamea waarmee Seleucopolis handelsrelaties had; vermoedelijk komt de plaats overeen met de Syrische stad Jisr ash-Shugur, bekend om zijn strategische brug over de Orontes.¨
De naam Seleucia verwijst naar Seleucus I Nicator, heerser over een deel van het rijk van Alexander de Grote in het oosten. De naam ad Belum verwijst naar een berg of een riviertje in Syrië met deze naam.